# Teorema de Plancherel
El teorema de Plancherel permet estendre la transformada de Fourier a les funcions de quadrat sumable. Va ser demostrat pel matemàtic Michel Plancherel.
Sigui {\displaystyle f\,} una funció de quadrat sumable sobre {\displaystyle \mathbb {R} } i sigui A>0. Es pot definir la transformada de Fourier de la funció truncada a [-A,A]:
{\displaystyle {\hat {f}}_{A}(\omega )={\frac {1}{\sqrt {2\pi }}}\int _{-A}^{A}f(x)\,e^{-i\omega x}\,dx}
Llavors quan A tendeix a infinit, les funcions {\displaystyle {\hat {f}}_{A}} convergeixen en mitjana quadràtica (és a dir per a la norma ||.||²) cap a una funció que es nota {\displaystyle {\hat {f}}} i que s'anomena transformada de Fourier (o de Fourier-Plancherel) de {\displaystyle f\,}.
A més a més es verifica la fórmula de la transformada inversa de Fourier: la funció {\displaystyle {\hat {f}}} és ella mateixa de quadrat sumable i
{\displaystyle f={\underset {A\mapsto +\infty }{\lim \limits _{\|\;\|_{2}}}}\left[{\frac {1}{\sqrt {2\pi }}}\,\int _{-A}^{A}{\hat {f}}(w)\,e^{iwx}\,dw\right]}
Així la transformació de Fourier-Plancherel defineix un automorfisme de l'espai L², que a més, aquí és una isometria
Aquesta definició és compatible amb la definició habitual de la transformada de Fourier de les funcions integrables.
El teorema de Plancherel es generalitza en el cas on la transformada de Fourier està definida sobre grups, es poden citar els grups abelians localment compactes (vegeu Dualitat de Pontryagin) o encara més simplement els grups abelians finits (vegeu Anàlisi harmònica sobre un grup abelià finit).